# Dasychernes
Genre
Dasychernes est un genre de pseudoscorpions de la famille des Chernetidae.

## Distribution
Les espèces de ce genre se rencontrent au Panama et en Colombie.

## Liste des espèces
Selon Pseudoscorpions of the World (version 3.0) :
- Dasychernes inquilinus Chamberlin, 1929
- Dasychernes panamensis Mahnert, 1987
- Dasychernes roubiki Mahnert, 1987
- Dasychernes trigonae Mahnert, 1987

## Publication originale
- Chamberlin, 1929 : Dasychernes inquilinus from the nest of meliponine bees in Colombia (Arachnida: Chelonethida). Entomological News, vol. 40, p. 49-51 (texte intégral).